# Ehrenzeichen der NDPD
Das Ehrenzeichen der NDPD war eine  nichtstaatliche Auszeichnung der National-Demokratische Partei Deutschlands (NDPD) der Deutschen Demokratischen Republik (DDR), welche anlässlich des 10-jährigen Bestehens der Partei 1957 in einer Stufe gestiftet wurde. Das Ehrenzeichen wurde verliehen für besondere Verdienste bei der Stärkung und Festigung der Partei. Ferner auch für langjährige aktive Mitarbeit in der Partei. Das runde Ehrenzeichen mit einem Durchmesser von 23 mm ist silbern und zeigt innerhalb eines geschlossenen Lorbeerkranzes auf gekörnten Grund das Symbol der Partei, drei aufrechtstehende Eichenblätter, deren Enden von den Buchstaben: NDPD gesäumt sind. Die Rückseite zeigt eine querverlötete Nadel mit Gegenhaken.